# 詹姆斯·德普雷斯特

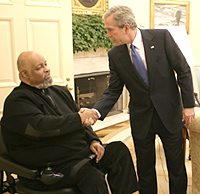
詹姆斯·德普雷斯特与美国总统小布什（2005年）

詹姆斯·安德森·德普雷斯特（英語：James Anderson DePreist，1936年11月21日—2013年2月8日），美国指挥家、音乐教育家。

## 生平
德普雷斯特1936年出生于费城，是女低音玛丽安·安德森的侄子。他于宾夕法尼亚大学获得本科和硕士学位，曾在费城音乐学院随文森特·佩尔西凯蒂学习作曲。职业生涯初期德普雷斯特是爵士音乐家，受邀到中东和远东地区交流音乐，巡演过程中开始尝试转型为指挥。1964年，德普雷斯特在米特罗普洛斯国际音乐比赛中获金奖，随后在纽约爱乐乐团担任伦纳德·伯恩斯坦的助理指挥。
德普雷斯特1969年与鹿特丹爱乐乐团进行了欧洲首演，1971年进入国家交响乐团，担任多拉蒂·安塔尔的助理指挥，后来历任诸多交响乐团的首席指挥，包括：魁北克交响乐团（1976－1983年）、俄勒冈交响乐团（1980－2003年）、马尔默交响乐团（1991－1994年）、蒙特卡洛交响乐团（1994－1998年）、东京都交响乐团（2005－2008年）。2004年至2011年间，他还担任茱莉亚学院指挥和管弦乐专业的系主任。
德普雷斯特一共录制了50多张唱片，其中包括和赫尔辛基爱乐乐团合作的肖斯塔科维奇交响乐全集。1992年入选美国文理科学院，2005年获得美国国家艺术奖章。
2013年，德普雷斯特逝世于美国斯科茨代尔。

## 其他
德普雷斯特是日本漫画《交响情人梦》中虚构的卢马列管弦乐团首席指挥的原型。